# Mick Box

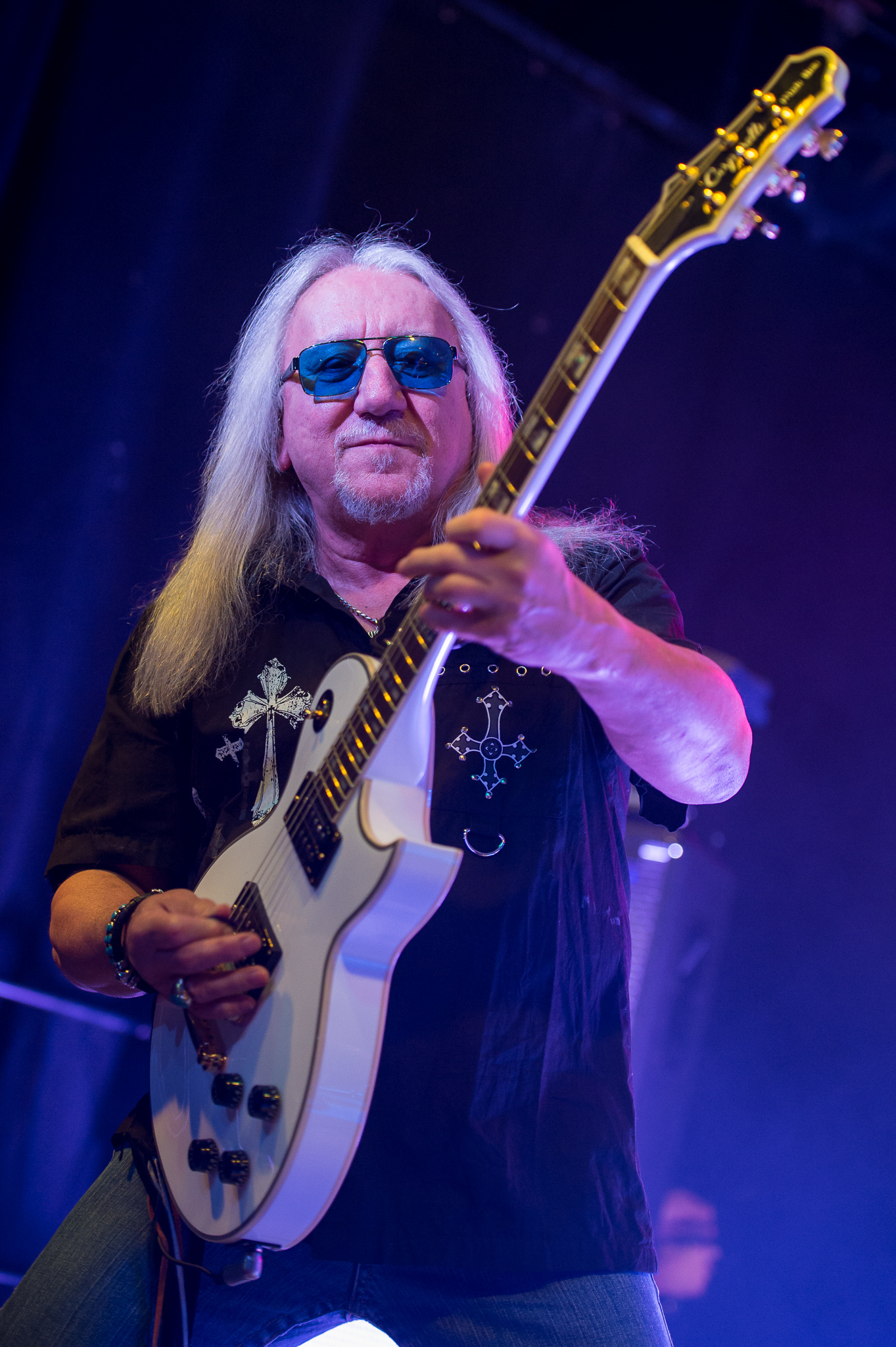
Mick Box bei einem Konzert im Jahr 2015

Michael „Mick“ Frederick Box (* 9. Juni 1947 in Walthamstow, East London, England) ist der Leadgitarrist der britischen Rockband Uriah Heep.
Box war vorher Mitglied von The Stalkers und Spice, bei beiden Formationen war auch der ursprüngliche Uriah-Heep-Sänger David Byron beteiligt. Er ist das einzige verbleibende Gründungsmitglied in der Band. Zudem ist er seit dem Tod von Lee Kerslake und Ken Hensley im Jahr 2020 das letzte überlebende Mitglied der klassischen Besetzung der Gruppe. Box lebt mit seiner Frau in North London. Er hat zwei Söhne.